# Newington House (Inglaterra)
A Newington House é um edifício histórico tombado no grau II em 7 de dezembro de 1966, localizado na Winkfield Lane (SL4 4QT) na vila de Maidens Green, paróquia de Winkfield do condado de Berkshire na Inglaterra. Originalmente, parte das vastas propriededades da Abadia de Abingdon, a residência e a Abbey Farm passaram para  propriedade privada quando a abadia foi dissolvida em 1539. A construção atual data de aproximadamente 1850, e é considerado uma versão em escala reduzida da principal mansão Georgiana da paróquia, Foliejon Park. Por essa razão, a residência é conhecida localmente como Little Foliejon.
Foi residência de diversas figuras da sociedade local e regional, tais como o Coronel Sir Henry Abel Smith, soldado, político e diplomata da década de 1920. Em 1936, foi leiloada por Knight Frank, juntamente com 18 acres para Lady Dorothy Head. Adquirida por um banqueiro londrino em 2004, a casa foi posta a venda em 2008 por £5,25 milhões com a seguinte descrição: três andares com três salões de recepção, um estúdio, uma estufa, cozinha e sala de jantar, uma suite e seis outros quartos, dois banheiors e uma ala de visitas com outros três quartos. 
A descrição do prédio no registro é: Estrutura atual erigida em meados do Século XVIII, alterada e amplida nos séculos XIX e XX, em alvenaria de tijolos cerâmicos vermelhos em padrão Flemish Bond e telhas retas. Originalmente, dois andares em planta baixa de quatro cômodos com escada central, atualmente com escada e entrada deslocadas e extensões para os lados e parte traseira.  Sótào e cornija de tijolos, parapeitos de pedra simples, duas chaminés com terminações em cerâmica. Janelas do Século XVIII do tipo guilhotina e arcos de tijolos e parapeito de pedras brancas. Quatro placas ovais radiais no primeiro andar. No interior, lareira de ferro fundido e mármore em dois quartos.